# Synthèse divergente
En chimie, le terme synthèse divergente  se réfère à une méthode de synthèse chimique visant à améliorer son efficacité. Le concept est généralement utilisé dans le cadre de la synthèse organique et plus particulièrement de la chimie combinatoire, pour la synthèse de médicaments et de bio-molécules organiques et pour réaliser des réactions multicomposants. 

## Principe
La synthèse divergente est destinée à préparer une quantité importante de composés à forte diversité structurale, à partir de seulement une molécule particulière ou un ensemble de réactifs. 
En commençant avec un précurseur (A), une réaction particulière peut donner par exemple cinq nouvelles molécules :
{\displaystyle \mathrm {A} \ \longrightarrow \ \left\{{\begin{matrix}\mathrm {A_{1}} \\\mathrm {A_{2}} \\\mathrm {A_{3}} \\\mathrm {A_{4}} \\\mathrm {A_{5}} \end{matrix}}\right.}
Ce groupe de cinq molécules s'appelle la première génération. Chaque molécule peut maintenant être convertie en un nouveau sous-ensemble de molécules, la deuxième génération, par une seconde réaction :
{\displaystyle \mathrm {A} \ \longrightarrow \ \left\{{\begin{matrix}\mathrm {A_{1}} \ \longrightarrow \ \left\{{\begin{matrix}\mathrm {A_{11}} \\\mathrm {A_{12}} \end{matrix}}\right.\\\mathrm {A_{2}} \ \longrightarrow \ \left\{{\begin{matrix}\mathrm {A_{21}} \\\mathrm {A_{22}} \end{matrix}}\right.\\\mathrm {A_{3}} \ \longrightarrow \ \left\{{\begin{matrix}\mathrm {A_{31}} \\\mathrm {A_{32}} \end{matrix}}\right.\\\mathrm {A_{4}} \ \longrightarrow \ \left\{{\begin{matrix}\mathrm {A_{41}} \\\mathrm {A_{42}} \end{matrix}}\right.\\\mathrm {A_{5}} \ \longrightarrow \ \left\{{\begin{matrix}\mathrm {A_{51}} \\\mathrm {A_{52}} \end{matrix}}\right.\end{matrix}}\right.}
et ainsi de suite.

## Synthèse orientée vers la diversité
La synthèse orientée vers la diversité ou DOS (de l'anglais Diversity oriented synthesis) est une stratégie de synthèse divergente mise en œuvre pour constituer rapidement des bibliothèques de molécules en mettant l'accent sur la diversité des squelettes carbonés. Le schéma ci-dessous illustre une application de ce type à partir du produit d'une réaction de Petasis (en) (1) qui est ensuite fonctionnalisé avec du bromure de propargyle pour former le substrat (2) porteur de cinq groupes fonctionnels distincts. Celui-ci est soumis à l'action d'une variété de réactifs pour former en une génération une série de chaînes carbonées uniques :

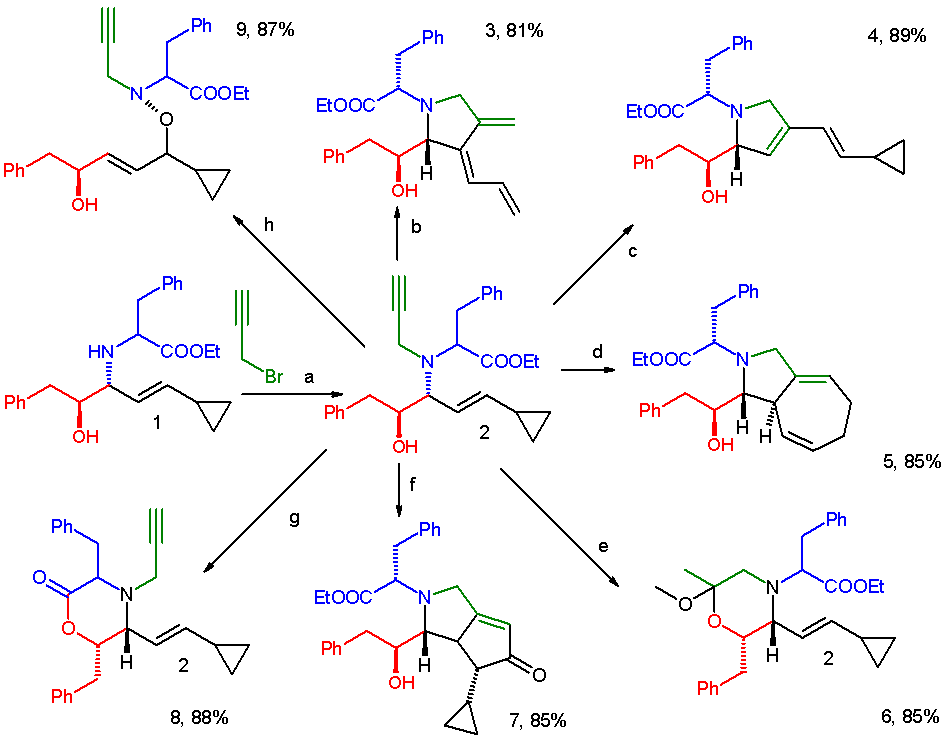
Réactifs utilisés : (b) (3) est formé par à l'aide de Pd(PPh_{3})_{2}(OAc)_{2} ; (c) (4) est issu d'une métathèse d'ényne avec le catalyseur d'Hoveyda-Grubbs ; (d) (5) provient d'une cycloaddition [5+2] initiée par CpRu(CH_{3}CN)_{3}PF_{6} ; (e) (6) s'obtient par une hydrolyse d'alcyne sous l'effet de NaAuCl_{4} dans MeOH ; (f) (7) provient d'une à l'aide de Co_{2}(CO)_{8} ; (g) une estérification par l'hydrure de sodium donne (8) ; (h) une oxydation par le mCPBA fournit (9).